# Critérium du Dauphiné 2021
Critérium du Dauphiné 2021 – 73. edycja kolarskiego wyścigu Critérium du Dauphiné, która odbyła się w dniach od 30 maja do 6 czerwca 2021 na liczącej ponad 1205 kilometrów trasie składającej się z 8 etapów i biegnącej z Issoire do Les Gets. Impreza kategorii 2.UWT była częścią UCI World Tour 2021.

## Etapy
| Etap | Data   | Start – Meta                               | type                       | Dystans (km) | Suma wzniesień (m) | Zwycięzca etapu    | Lider             |
| ---- | ------ | ------------------------------------------ | -------------------------- | ------------ | ------------------ | ------------------ | ----------------- |
| 1    | 30 maj | Issoire – Issoire                          | pagórkowaty                | 182,52       | 2308 m             | Brent Van Moer     | Brent Van Moer    |
| 2    | 31 maj | Brioude – Saugues                          | pagórkowaty                | 173,28       | 3224 m             | Lukas Pöstlberger  | Lukas Pöstlberger |
| 3    | 1 cze  | Langeac – Saint-Haon-le-Vieux              | pagórkowaty                | 171,56       | 2095 m             | Sonny Colbrelli    | Lukas Pöstlberger |
| 4    | 2 cze  | Firminy – Roche-la-Molière                 | jazda indywidualna na czas | 16,53        | 317 m              | Aleksiej Łucenko   | Lukas Pöstlberger |
| 5    | 3 cze  | Saint-Chamond – Saint-Vallier              | pagórkowaty                | 171,04       | 2209 m             | Geraint Thomas     | Lukas Pöstlberger |
| 6    | 4 cze  | Loriol-sur-Drôme – Le Sappey-en-Chartreuse | górzysty                   | 167,26       | 2706 m             | Alejandro Valverde | Aleksiej Łucenko  |
| 7    | 5 cze  | Saint-Martin-le-Vinoux – La Plagne         | górski                     | 171,53       | 4163 m             | Mark Padun         | Richie Porte      |
| 8    | 6 cze  | La Léchère – Les Gets                      | górski                     | 147          | 4190 m             | Mark Padun         | Richie Porte      |

## Uczestnicy

### Drużyny
| WorldTeams (19)- AG2R Citroën Team - Astana-Premier Tech - Bahrain Victorious - Bora-Hansgrohe - Cofidis - Deceuninck-Quick Step - EF Education-Nippo - Groupama-FDJ - Ineos Grenadiers - Intermarché-Wanty-Gobert Matériaux - Israel Start-Up Nation - Jumbo-Visma - Lotto Soudal - Movistar Team - Team BikeExchange - Team DSM - Qhubeka Assos - Trek-Segafredo - UAE Team Emirates ProTeams (2)- Arkéa-Samsic - B&B Hotels p/b KTM |
| |

### Lista startowa
| EF Education-Nippo EFN | EF Education-Nippo EFN | EF Education-Nippo EFN |
| ---------------------- | ---------------------- | ---------------------- |
| Nr                     | Kolarz                 | Miejsce                |
| 1                      | Michael Valgren (DEN)  | 24.                    |
| 2                      | William Barta (USA)    | 94.                    |
| 3                      | Lawson Craddock (USA)  | 66.                    |
| 4                      | Julien El Fares (FRA)  | 46.                    |
| 5                      | Lachlan Morton (AUS)   | DNF-7                  |
| 6                      | Hideto Nakane (JPN)    | DNF-8                  |
| 7                      | Logan Owen (USA)       | DNF-8                  |

| Groupama-FDJ GFC | Groupama-FDJ GFC            | Groupama-FDJ GFC |
| ---------------- | --------------------------- | ---------------- |
| Nr               | Kolarz                      | Miejsce          |
| 11               | David Gaudu (FRA)           | 9.               |
| 12               | Bruno Armirail (FRA)        | 41.              |
| 13               | William Bonnet (FRA)        | DNF-7            |
| 14               | Kevin Geniets (LUX) (szosa) | 61.              |
| 15               | Matthieu Ladagnous (FRA)    | 96.              |
| 16               | Olivier Le Gac (FRA)        | 90.              |
| 17               | Valentin Madouas (FRA)      | 34.              |

| Cofidis COF | Cofidis COF               | Cofidis COF |
| ----------- | ------------------------- | ----------- |
| Nr          | Kolarz                    | Miejsce     |
| 21          | Guillaume Martin (FRA)    | 20.         |
| 22          | Simon Geschke (GER)       | 49.         |
| 23          | Nathan Haas (AUS)         | 101.        |
| 24          | Emmanuel Morin (FRA)      | DNF-8       |
| 25          | Anthony Perez (FRA)       | 57.         |
| 26          | Pierre-Luc Périchon (FRA) | 100.        |
| 27          | Kenneth Vanbilsen (BEL)   | DNF-8       |

| Ineos Grenadiers IGD | Ineos Grenadiers IGD     | Ineos Grenadiers IGD |
| -------------------- | ------------------------ | -------------------- |
| Nr                   | Kolarz                   | Miejsce              |
| 31                   | Geraint Thomas (GBR)     | 3.                   |
| 32                   | Andrey Amador (CRC)      | 93.                  |
| 33                   | Tao Geoghegan Hart (GBR) | 10.                  |
| 34                   | Michał Kwiatkowski (POL) | 68.                  |
| 35                   | Richie Porte (AUS)       | 1.                   |
| 36                   | Carlos Rodríguez (ESP)   | 33.                  |
| 37                   | Dylan van Baarle (NED)   | 59.                  |

| Jumbo-Visma TJV | Jumbo-Visma TJV         | Jumbo-Visma TJV |
| --------------- | ----------------------- | --------------- |
| Nr              | Kolarz                  | Miejsce         |
| 41              | Steven Kruijswijk (NED) | 15.             |
| 42              | Robert Gesink (NED)     | 43.             |
| 43              | Lennard Hofstede (NED)  | DNF-5           |
| 44              | Sepp Kuss (USA)         | 23.             |
| 45              | Tony Martin (GER)       | 106.            |
| 46              | Timo Roosen (NED)       | 80.             |
| 47              | Jonas Vingegaard (DEN)  | 51.             |

| Movistar Team MOV | Movistar Team MOV        | Movistar Team MOV |
| ----------------- | ------------------------ | ----------------- |
| Nr                | Kolarz                   | Miejsce           |
| 51                | Miguel Ángel López (COL) | 6.                |
| 52                | Jorge Arcas (ESP)        | 69.               |
| 53                | Imanol Erviti (ESP)      | 71.               |
| 54                | Enric Mas (ESP)          | 11.               |
| 55                | José Joaquín Rojas (ESP) | 67.               |
| 56                | Alejandro Valverde (ESP) | 14.               |
| 57                | Carlos Verona (ESP)      | 31.               |

| Bora-Hansgrohe BOH | Bora-Hansgrohe BOH        | Bora-Hansgrohe BOH |
| ------------------ | ------------------------- | ------------------ |
| Nr                 | Kolarz                    | Miejsce            |
| 61                 | Wilco Kelderman (NED)     | 4.                 |
| 62                 | Patrick Gamper (AUT)      | DNF-8              |
| 63                 | Patrick Konrad (AUT)      | 12.                |
| 64                 | Nils Politt (GER)         | 78.                |
| 65                 | Lukas Pöstlberger (AUT)   | 58.                |
| 66                 | Michael Schwarzmann (GER) | DNF-8              |
| 67                 | Frederik Wandahl (DEN)    | 117.               |

| AG2R Citroën Team ACT | AG2R Citroën Team ACT        | AG2R Citroën Team ACT |
| --------------------- | ---------------------------- | --------------------- |
| Nr                    | Kolarz                       | Miejsce               |
| 71                    | Ben O’Connor (AUS)           | 8.                    |
| 72                    | Dorian Godon (FRA)           | 54.                   |
| 73                    | Jaakko Hänninen (FIN)        | 32.                   |
| 74                    | Oliver Naesen (BEL)          | 77.                   |
| 75                    | Aurélien Paret-Peintre (FRA) | 13.                   |
| 76                    | Greg Van Avermaet (BEL)      | 81.                   |
| 77                    | Clément Venturini (FRA)      | DNF-5                 |

| Israel Start-Up Nation ISN | Israel Start-Up Nation ISN   | Israel Start-Up Nation ISN |
| -------------------------- | ---------------------------- | -------------------------- |
| Nr                         | Kolarz                       | Miejsce                    |
| 81                         | Chris Froome (GBR)           | 47.                        |
| 82                         | Alexander Cataford (CAN)     | 85.                        |
| 83                         | Omer Goldstein (ISR) (szosa) | 79.                        |
| 84                         | Ben Hermans (BEL)            | 19.                        |
| 85                         | Reto Hollenstein (SUI)       | 75.                        |
| 86                         | Alexis Renard (FRA)          | 111.                       |
| 87                         | Mads Würtz Schmidt (DEN)     | DNF-8                      |

| Astana-Premier Tech APT | Astana-Premier Tech APT              | Astana-Premier Tech APT |
| ----------------------- | ------------------------------------ | ----------------------- |
| Nr                      | Kolarz                               | Miejsce                 |
| 91                      | Ion Izagirre (ESP)                   | 7.                      |
| 92                      | Alex Aranburu (ESP)                  | 72.                     |
| 93                      | Dmitrij Gruzdiew (KAZ)               | 108.                    |
| 94                      | Aleksiej Łucenko (KAZ) (szosa i ITT) | 2.                      |
| 95                      | Jurij Natarow (KAZ)                  | 95.                     |
| 96                      | Benjamin Perry (CAN)                 | DNF-2                   |
| 97                      | Óscar Rodríguez (ESP)                | 50.                     |

| Arkéa-Samsic ARK | Arkéa-Samsic ARK        | Arkéa-Samsic ARK |
| ---------------- | ----------------------- | ---------------- |
| Nr               | Kolarz                  | Miejsce          |
| 101              | Nairo Quintana (COL)    | 18.              |
| 102              | Winner Anacona (COL)    | 88.              |
| 103              | Warren Barguil (FRA)    | 38.              |
| 104              | Anthony Delaplace (FRA) | DNF-7            |
| 105              | Łukasz Owsian (POL)     | 65.              |
| 106              | Laurent Pichon (FRA)    | 87.              |
| 107              | Clément Russo (FRA)     | DNF-8            |

| Lotto-Soudal LTS | Lotto-Soudal LTS         | Lotto-Soudal LTS |
| ---------------- | ------------------------ | ---------------- |
| Nr               | Kolarz                   | Miejsce          |
| 111              | Tim Wellens (BEL)        | 92.              |
| 112              | Steff Cras (BEL)         | 64.              |
| 113              | Sébastien Grignard (BEL) | 107.             |
| 114              | Matthew Holmes (GBR)     | 102.             |
| 115              | Sylvain Moniquet (BEL)   | 37.              |
| 116              | Harry Sweeny (AUS)       | DNF-8            |
| 117              | Brent Van Moer (BEL)     | 83.              |

| Bahrain Victorious TBV | Bahrain Victorious TBV  | Bahrain Victorious TBV |
| ---------------------- | ----------------------- | ---------------------- |
| Nr                     | Kolarz                  | Miejsce                |
| 121                    | Dylan Teuns (BEL)       | 25.                    |
| 122                    | Santiago Buitrago (COL) | 55.                    |
| 123                    | Eros Capecchi (ITA)     | DNF-1                  |
| 124                    | Sonny Colbrelli (ITA)   | 76.                    |
| 125                    | Jack Haig (AUS)         | 5.                     |
| 126                    | Marco Haller (AUT)      | 110.                   |
| 127                    | Mark Padun (UKR)        | 36.                    |

| UAE Team Emirates UAD | UAE Team Emirates UAD           | UAE Team Emirates UAD |
| --------------------- | ------------------------------- | --------------------- |
| Nr                    | Kolarz                          | Miejsce               |
| 131                   | Andrés Camilo Ardila (COL)      | 103.                  |
| 132                   | Mikkel Bjerg (DEN)              | 42.                   |
| 133                   | Sven Erik Bystrøm (NOR) (szosa) | 91.                   |
| 134                   | Joe Dombrowski (USA)            | 27.                   |
| 135                   | Alexander Kristoff (NOR)        | 113.                  |
| 136                   | Brandon McNulty (USA)           | 40.                   |
| 137                   | Ivo Oliveira (POR)              | DNF-5                 |

| Deceuninck-Quick Step DQT | Deceuninck-Quick Step DQT    | Deceuninck-Quick Step DQT |
| ------------------------- | ---------------------------- | ------------------------- |
| Nr                        | Kolarz                       | Miejsce                   |
| 141                       | Florian Sénéchal (FRA)       | 115.                      |
| 142                       | Shane Archbold (NZL)         | 114.                      |
| 143                       | Kasper Asgreen (DEN) (szosa) | 73.                       |
| 144                       | Josef Černý (CZE)            | 118.                      |
| 145                       | Ian Garrison (USA)           | DNF-2                     |
| 146                       | Fabio Jakobsen (NED)         | DNF-8                     |
| 147                       | Stijn Steels (BEL)           | 112.                      |

| Trek-Segafredo TFS | Trek-Segafredo TFS      | Trek-Segafredo TFS |
| ------------------ | ----------------------- | ------------------ |
| Nr                 | Kolarz                  | Miejsce            |
| 151                | Michel Ries (LUX)       | 60.                |
| 152                | Julien Bernard (FRA)    | 74.                |
| 153                | Kenny Elissonde (FRA)   | 28.                |
| 154                | Mattias Skjelmose (DEN) | 21.                |
| 155                | Ryan Mullen (IRL)       | DNF-8              |
| 156                | Mads Pedersen (DEN)     | DNF-3              |
| 157                | Jasper Stuyven (BEL)    | 62.                |

| BikeExchange BEX | BikeExchange BEX       | BikeExchange BEX |
| ---------------- | ---------------------- | ---------------- |
| Nr               | Kolarz                 | Miejsce          |
| 161              | Kevin Colleoni (ITA)   | DNF-7            |
| 162              | Brent Bookwalter (USA) | 97.              |
| 163              | Tsgabu Grmay (ETH)     | 39.              |
| 164              | Kaden Groves (AUS)     | DNF-5            |
| 165              | Damien Howson (AUS)    | 16.              |
| 166              | Barnabás Peák (HUN)    | 98.              |
| 167              | Andriej Zejc (KAZ)     | DNF-7            |

| Team DSM DSM | Team DSM DSM          | Team DSM DSM |
| ------------ | --------------------- | ------------ |
| Nr           | Kolarz                | Miejsce      |
| 171          | Marco Brenner (GER)   | 82.          |
| 172          | Felix Gall (AUT)      | 22.          |
| 173          | Chad Haga (USA)       | 56.          |
| 174          | Martin Salmon (GER)   | 116.         |
| 175          | Martijn Tusveld (NED) | 45.          |
| 176          | Ilan Van Wilder (BEL) | 44.          |
| 177          | Kevin Vermaerke (USA) | 70.          |

| B&B Hotels p/b KTM BBK | B&B Hotels p/b KTM BBK      | B&B Hotels p/b KTM BBK |
| ---------------------- | --------------------------- | ---------------------- |
| Nr                     | Kolarz                      | Miejsce                |
| 181                    | Pierre Rolland (FRA)        | 29.                    |
| 182                    | Franck Bonnamour (FRA)      | 84.                    |
| 183                    | Maxime Chevalier (FRA)      | 48.                    |
| 184                    | Cyril Gautier (FRA)         | DNF-8                  |
| 185                    | Eliot Lietaer (BEL)         | 63.                    |
| 186                    | Quentin Pacher (FRA)        | 30.                    |
| 187                    | Sebastian Schönberger (AUT) | 89.                    |

| Intermarché-Wanty-Gobert Matériaux IWG | Intermarché-Wanty-Gobert Matériaux IWG | Intermarché-Wanty-Gobert Matériaux IWG |
| -------------------------------------- | -------------------------------------- | -------------------------------------- |
| Nr                                     | Kolarz                                 | Miejsce                                |
| 191                                    | Louis Meintjes (RSA)                   | 17.                                    |
| 192                                    | Jan Bakelants (BEL)                    | 35.                                    |
| 193                                    | Jeremy Bellicaud (FRA)                 | 109.                                   |
| 194                                    | Théo Delacroix (FRA)                   | 105.                                   |
| 195                                    | Jasper De Plus (BEL)                   | DNF-8                                  |
| 196                                    | Kévin Van Melsen (BEL)                 | 104.                                   |
| 197                                    | Loïc Vliegen (BEL)                     | DNF-6                                  |

| Qhubeka Assos TQA | Qhubeka Assos TQA      | Qhubeka Assos TQA |
| ----------------- | ---------------------- | ----------------- |
| Nr                | Kolarz                 | Miejsce           |
| 201               | Fabio Aru (ITA)        | 26.               |
| 202               | Sander Armée (BEL)     | 53.               |
| 203               | Carlos Barbero (ESP)   | 86.               |
| 204               | Sean Bennett (USA)     | 52.               |
| 205               | Michael Gogl (AUT)     | DNS-4             |
| 206               | Robert Power (AUS)     | DNF-2             |
| 207               | Dylan Sunderland (AUS) | 99.               |

| EF Education-Nippo EFN | EF Education-Nippo EFN | EF Education-Nippo EFN |
| ---------------------- | ---------------------- | ---------------------- |
| Nr                     | Kolarz                 | Miejsce                |
| 1                      | Michael Valgren (DEN)  | 24.                    |
| 2                      | William Barta (USA)    | 94.                    |
| 3                      | Lawson Craddock (USA)  | 66.                    |
| 4                      | Julien El Fares (FRA)  | 46.                    |
| 5                      | Lachlan Morton (AUS)   | DNF-7                  |
| 6                      | Hideto Nakane (JPN)    | DNF-8                  |
| 7                      | Logan Owen (USA)       | DNF-8                  |

| Groupama-FDJ GFC | Groupama-FDJ GFC            | Groupama-FDJ GFC |
| ---------------- | --------------------------- | ---------------- |
| Nr               | Kolarz                      | Miejsce          |
| 11               | David Gaudu (FRA)           | 9.               |
| 12               | Bruno Armirail (FRA)        | 41.              |
| 13               | William Bonnet (FRA)        | DNF-7            |
| 14               | Kevin Geniets (LUX) (szosa) | 61.              |
| 15               | Matthieu Ladagnous (FRA)    | 96.              |
| 16               | Olivier Le Gac (FRA)        | 90.              |
| 17               | Valentin Madouas (FRA)      | 34.              |

| Cofidis COF | Cofidis COF               | Cofidis COF |
| ----------- | ------------------------- | ----------- |
| Nr          | Kolarz                    | Miejsce     |
| 21          | Guillaume Martin (FRA)    | 20.         |
| 22          | Simon Geschke (GER)       | 49.         |
| 23          | Nathan Haas (AUS)         | 101.        |
| 24          | Emmanuel Morin (FRA)      | DNF-8       |
| 25          | Anthony Perez (FRA)       | 57.         |
| 26          | Pierre-Luc Périchon (FRA) | 100.        |
| 27          | Kenneth Vanbilsen (BEL)   | DNF-8       |

| Ineos Grenadiers IGD | Ineos Grenadiers IGD     | Ineos Grenadiers IGD |
| -------------------- | ------------------------ | -------------------- |
| Nr                   | Kolarz                   | Miejsce              |
| 31                   | Geraint Thomas (GBR)     | 3.                   |
| 32                   | Andrey Amador (CRC)      | 93.                  |
| 33                   | Tao Geoghegan Hart (GBR) | 10.                  |
| 34                   | Michał Kwiatkowski (POL) | 68.                  |
| 35                   | Richie Porte (AUS)       | 1.                   |
| 36                   | Carlos Rodríguez (ESP)   | 33.                  |
| 37                   | Dylan van Baarle (NED)   | 59.                  |

| Jumbo-Visma TJV | Jumbo-Visma TJV         | Jumbo-Visma TJV |
| --------------- | ----------------------- | --------------- |
| Nr              | Kolarz                  | Miejsce         |
| 41              | Steven Kruijswijk (NED) | 15.             |
| 42              | Robert Gesink (NED)     | 43.             |
| 43              | Lennard Hofstede (NED)  | DNF-5           |
| 44              | Sepp Kuss (USA)         | 23.             |
| 45              | Tony Martin (GER)       | 106.            |
| 46              | Timo Roosen (NED)       | 80.             |
| 47              | Jonas Vingegaard (DEN)  | 51.             |

| Movistar Team MOV | Movistar Team MOV        | Movistar Team MOV |
| ----------------- | ------------------------ | ----------------- |
| Nr                | Kolarz                   | Miejsce           |
| 51                | Miguel Ángel López (COL) | 6.                |
| 52                | Jorge Arcas (ESP)        | 69.               |
| 53                | Imanol Erviti (ESP)      | 71.               |
| 54                | Enric Mas (ESP)          | 11.               |
| 55                | José Joaquín Rojas (ESP) | 67.               |
| 56                | Alejandro Valverde (ESP) | 14.               |
| 57                | Carlos Verona (ESP)      | 31.               |

| Bora-Hansgrohe BOH | Bora-Hansgrohe BOH        | Bora-Hansgrohe BOH |
| ------------------ | ------------------------- | ------------------ |
| Nr                 | Kolarz                    | Miejsce            |
| 61                 | Wilco Kelderman (NED)     | 4.                 |
| 62                 | Patrick Gamper (AUT)      | DNF-8              |
| 63                 | Patrick Konrad (AUT)      | 12.                |
| 64                 | Nils Politt (GER)         | 78.                |
| 65                 | Lukas Pöstlberger (AUT)   | 58.                |
| 66                 | Michael Schwarzmann (GER) | DNF-8              |
| 67                 | Frederik Wandahl (DEN)    | 117.               |

| AG2R Citroën Team ACT | AG2R Citroën Team ACT        | AG2R Citroën Team ACT |
| --------------------- | ---------------------------- | --------------------- |
| Nr                    | Kolarz                       | Miejsce               |
| 71                    | Ben O’Connor (AUS)           | 8.                    |
| 72                    | Dorian Godon (FRA)           | 54.                   |
| 73                    | Jaakko Hänninen (FIN)        | 32.                   |
| 74                    | Oliver Naesen (BEL)          | 77.                   |
| 75                    | Aurélien Paret-Peintre (FRA) | 13.                   |
| 76                    | Greg Van Avermaet (BEL)      | 81.                   |
| 77                    | Clément Venturini (FRA)      | DNF-5                 |

| Israel Start-Up Nation ISN | Israel Start-Up Nation ISN   | Israel Start-Up Nation ISN |
| -------------------------- | ---------------------------- | -------------------------- |
| Nr                         | Kolarz                       | Miejsce                    |
| 81                         | Chris Froome (GBR)           | 47.                        |
| 82                         | Alexander Cataford (CAN)     | 85.                        |
| 83                         | Omer Goldstein (ISR) (szosa) | 79.                        |
| 84                         | Ben Hermans (BEL)            | 19.                        |
| 85                         | Reto Hollenstein (SUI)       | 75.                        |
| 86                         | Alexis Renard (FRA)          | 111.                       |
| 87                         | Mads Würtz Schmidt (DEN)     | DNF-8                      |

| Astana-Premier Tech APT | Astana-Premier Tech APT              | Astana-Premier Tech APT |
| ----------------------- | ------------------------------------ | ----------------------- |
| Nr                      | Kolarz                               | Miejsce                 |
| 91                      | Ion Izagirre (ESP)                   | 7.                      |
| 92                      | Alex Aranburu (ESP)                  | 72.                     |
| 93                      | Dmitrij Gruzdiew (KAZ)               | 108.                    |
| 94                      | Aleksiej Łucenko (KAZ) (szosa i ITT) | 2.                      |
| 95                      | Jurij Natarow (KAZ)                  | 95.                     |
| 96                      | Benjamin Perry (CAN)                 | DNF-2                   |
| 97                      | Óscar Rodríguez (ESP)                | 50.                     |

| Arkéa-Samsic ARK | Arkéa-Samsic ARK        | Arkéa-Samsic ARK |
| ---------------- | ----------------------- | ---------------- |
| Nr               | Kolarz                  | Miejsce          |
| 101              | Nairo Quintana (COL)    | 18.              |
| 102              | Winner Anacona (COL)    | 88.              |
| 103              | Warren Barguil (FRA)    | 38.              |
| 104              | Anthony Delaplace (FRA) | DNF-7            |
| 105              | Łukasz Owsian (POL)     | 65.              |
| 106              | Laurent Pichon (FRA)    | 87.              |
| 107              | Clément Russo (FRA)     | DNF-8            |

| Lotto-Soudal LTS | Lotto-Soudal LTS         | Lotto-Soudal LTS |
| ---------------- | ------------------------ | ---------------- |
| Nr               | Kolarz                   | Miejsce          |
| 111              | Tim Wellens (BEL)        | 92.              |
| 112              | Steff Cras (BEL)         | 64.              |
| 113              | Sébastien Grignard (BEL) | 107.             |
| 114              | Matthew Holmes (GBR)     | 102.             |
| 115              | Sylvain Moniquet (BEL)   | 37.              |
| 116              | Harry Sweeny (AUS)       | DNF-8            |
| 117              | Brent Van Moer (BEL)     | 83.              |

| Bahrain Victorious TBV | Bahrain Victorious TBV  | Bahrain Victorious TBV |
| ---------------------- | ----------------------- | ---------------------- |
| Nr                     | Kolarz                  | Miejsce                |
| 121                    | Dylan Teuns (BEL)       | 25.                    |
| 122                    | Santiago Buitrago (COL) | 55.                    |
| 123                    | Eros Capecchi (ITA)     | DNF-1                  |
| 124                    | Sonny Colbrelli (ITA)   | 76.                    |
| 125                    | Jack Haig (AUS)         | 5.                     |
| 126                    | Marco Haller (AUT)      | 110.                   |
| 127                    | Mark Padun (UKR)        | 36.                    |

| UAE Team Emirates UAD | UAE Team Emirates UAD           | UAE Team Emirates UAD |
| --------------------- | ------------------------------- | --------------------- |
| Nr                    | Kolarz                          | Miejsce               |
| 131                   | Andrés Camilo Ardila (COL)      | 103.                  |
| 132                   | Mikkel Bjerg (DEN)              | 42.                   |
| 133                   | Sven Erik Bystrøm (NOR) (szosa) | 91.                   |
| 134                   | Joe Dombrowski (USA)            | 27.                   |
| 135                   | Alexander Kristoff (NOR)        | 113.                  |
| 136                   | Brandon McNulty (USA)           | 40.                   |
| 137                   | Ivo Oliveira (POR)              | DNF-5                 |

| Deceuninck-Quick Step DQT | Deceuninck-Quick Step DQT    | Deceuninck-Quick Step DQT |
| ------------------------- | ---------------------------- | ------------------------- |
| Nr                        | Kolarz                       | Miejsce                   |
| 141                       | Florian Sénéchal (FRA)       | 115.                      |
| 142                       | Shane Archbold (NZL)         | 114.                      |
| 143                       | Kasper Asgreen (DEN) (szosa) | 73.                       |
| 144                       | Josef Černý (CZE)            | 118.                      |
| 145                       | Ian Garrison (USA)           | DNF-2                     |
| 146                       | Fabio Jakobsen (NED)         | DNF-8                     |
| 147                       | Stijn Steels (BEL)           | 112.                      |

| Trek-Segafredo TFS | Trek-Segafredo TFS      | Trek-Segafredo TFS |
| ------------------ | ----------------------- | ------------------ |
| Nr                 | Kolarz                  | Miejsce            |
| 151                | Michel Ries (LUX)       | 60.                |
| 152                | Julien Bernard (FRA)    | 74.                |
| 153                | Kenny Elissonde (FRA)   | 28.                |
| 154                | Mattias Skjelmose (DEN) | 21.                |
| 155                | Ryan Mullen (IRL)       | DNF-8              |
| 156                | Mads Pedersen (DEN)     | DNF-3              |
| 157                | Jasper Stuyven (BEL)    | 62.                |

| BikeExchange BEX | BikeExchange BEX       | BikeExchange BEX |
| ---------------- | ---------------------- | ---------------- |
| Nr               | Kolarz                 | Miejsce          |
| 161              | Kevin Colleoni (ITA)   | DNF-7            |
| 162              | Brent Bookwalter (USA) | 97.              |
| 163              | Tsgabu Grmay (ETH)     | 39.              |
| 164              | Kaden Groves (AUS)     | DNF-5            |
| 165              | Damien Howson (AUS)    | 16.              |
| 166              | Barnabás Peák (HUN)    | 98.              |
| 167              | Andriej Zejc (KAZ)     | DNF-7            |

| Team DSM DSM | Team DSM DSM          | Team DSM DSM |
| ------------ | --------------------- | ------------ |
| Nr           | Kolarz                | Miejsce      |
| 171          | Marco Brenner (GER)   | 82.          |
| 172          | Felix Gall (AUT)      | 22.          |
| 173          | Chad Haga (USA)       | 56.          |
| 174          | Martin Salmon (GER)   | 116.         |
| 175          | Martijn Tusveld (NED) | 45.          |
| 176          | Ilan Van Wilder (BEL) | 44.          |
| 177          | Kevin Vermaerke (USA) | 70.          |

| B&B Hotels p/b KTM BBK | B&B Hotels p/b KTM BBK      | B&B Hotels p/b KTM BBK |
| ---------------------- | --------------------------- | ---------------------- |
| Nr                     | Kolarz                      | Miejsce                |
| 181                    | Pierre Rolland (FRA)        | 29.                    |
| 182                    | Franck Bonnamour (FRA)      | 84.                    |
| 183                    | Maxime Chevalier (FRA)      | 48.                    |
| 184                    | Cyril Gautier (FRA)         | DNF-8                  |
| 185                    | Eliot Lietaer (BEL)         | 63.                    |
| 186                    | Quentin Pacher (FRA)        | 30.                    |
| 187                    | Sebastian Schönberger (AUT) | 89.                    |

| Intermarché-Wanty-Gobert Matériaux IWG | Intermarché-Wanty-Gobert Matériaux IWG | Intermarché-Wanty-Gobert Matériaux IWG |
| -------------------------------------- | -------------------------------------- | -------------------------------------- |
| Nr                                     | Kolarz                                 | Miejsce                                |
| 191                                    | Louis Meintjes (RSA)                   | 17.                                    |
| 192                                    | Jan Bakelants (BEL)                    | 35.                                    |
| 193                                    | Jeremy Bellicaud (FRA)                 | 109.                                   |
| 194                                    | Théo Delacroix (FRA)                   | 105.                                   |
| 195                                    | Jasper De Plus (BEL)                   | DNF-8                                  |
| 196                                    | Kévin Van Melsen (BEL)                 | 104.                                   |
| 197                                    | Loïc Vliegen (BEL)                     | DNF-6                                  |

| Qhubeka Assos TQA | Qhubeka Assos TQA      | Qhubeka Assos TQA |
| ----------------- | ---------------------- | ----------------- |
| Nr                | Kolarz                 | Miejsce           |
| 201               | Fabio Aru (ITA)        | 26.               |
| 202               | Sander Armée (BEL)     | 53.               |
| 203               | Carlos Barbero (ESP)   | 86.               |
| 204               | Sean Bennett (USA)     | 52.               |
| 205               | Michael Gogl (AUT)     | DNS-4             |
| 206               | Robert Power (AUS)     | DNF-2             |
| 207               | Dylan Sunderland (AUS) | 99.               |

Legenda: DNF – nie ukończył etapu, OTL – przekroczył limit czasu, DNS – nie wystartował do etapu, DSQ – zdyskwalifikowany. Numer przy skrócie oznacza etap, na którym kolarz opuścił wyścig.

## Wyniki etapów

### Etap 1
| Issoire - Issoire | pagórkowaty | (182,52 km) |

| \| Klasyfikacja etapu \| Klasyfikacja etapu \| Klasyfikacja etapu \| Klasyfikacja etapu \| Klasyfikacja etapu \| \| Kolarz \| Kolarz \| Państwo \| Drużyna \| Czas \| \| ------------------ \| ------------------ \| ------------------ \| --------------------- \| ------------------ \| \| 1. \| Brent Van Moer \| Belgia \| Lotto-Soudal \| 4h 13' 00" \| \| 2. \| Sonny Colbrelli \| Włochy \| Bahrain Victorious \| + 25" \| \| 3. \| Clément Venturini \| Francja \| AG2R Citroën Team \| + 25" \| \| 4. \| Jasper Stuyven \| Belgia \| Trek-Segafredo \| + 25" \| \| 5. \| Kaden Groves \| Australia \| BikeExchange \| + 25" \| \| 6. \| Nils Politt \| Niemcy \| Bora-Hansgrohe \| + 25" \| \| 7. \| Michał Kwiatkowski \| Polska \| Ineos Grenadiers \| + 25" \| \| 8. \| Kasper Asgreen \| Dania \| Deceuninck-Quick Step \| + 25" \| \| 9. \| Alex Aranburu \| Hiszpania \| Astana-Premier Tech \| + 25" \| \| 10. \| Alejandro Valverde \| Hiszpania \| Movistar Team \| + 25" \| |                    |           |                       |            |
| |                    |           |                       |            |
| Źródło: ProCyclingStats |                    |           |                       |            |
| Klasyfikacja etapu |                    |           |                       |            |
| Kolarz | Kolarz             | Państwo   | Drużyna               | Czas       |
| 1. | Brent Van Moer     | Belgia    | Lotto-Soudal          | 4h 13' 00" |
| 2. | Sonny Colbrelli    | Włochy    | Bahrain Victorious    | + 25"      |
| 3. | Clément Venturini  | Francja   | AG2R Citroën Team     | + 25"      |
| 4. | Jasper Stuyven     | Belgia    | Trek-Segafredo        | + 25"      |
| 5. | Kaden Groves       | Australia | BikeExchange          | + 25"      |
| 6. | Nils Politt        | Niemcy    | Bora-Hansgrohe        | + 25"      |
| 7. | Michał Kwiatkowski | Polska    | Ineos Grenadiers      | + 25"      |
| 8. | Kasper Asgreen     | Dania     | Deceuninck-Quick Step | + 25"      |
| 9. | Alex Aranburu      | Hiszpania | Astana-Premier Tech   | + 25"      |
| 10. | Alejandro Valverde | Hiszpania | Movistar Team         | + 25"      |

| \| Klasyfikacja generalna \| Klasyfikacja generalna \| Klasyfikacja generalna \| Klasyfikacja generalna \| Klasyfikacja generalna \| \| Kolarz \| Kolarz \| Państwo \| Drużyna \| Czas \| \| ---------------------- \| ---------------------- \| ---------------------- \| ---------------------- \| ---------------------- \| \| 1. \| Brent Van Moer \| Belgia \| Lotto-Soudal \| 4h 12' 49" \| \| 2. \| Sonny Colbrelli \| Włochy \| Bahrain Victorious \| + 30" \| \| 3. \| Clément Venturini \| Francja \| AG2R Citroën Team \| + 32" \| \| 4. \| Patrick Gamper \| Austria \| Bora-Hansgrohe \| + 33" \| \| 5. \| Jasper Stuyven \| Belgia \| Trek-Segafredo \| + 36" \| \| 6. \| Kaden Groves \| Australia \| BikeExchange \| + 36" \| \| 7. \| Nils Politt \| Niemcy \| Bora-Hansgrohe \| + 36" \| \| 8. \| Michał Kwiatkowski \| Polska \| Ineos Grenadiers \| + 36" \| \| 9. \| Kasper Asgreen \| Dania \| Deceuninck-Quick Step \| + 36" \| \| 10. \| Alex Aranburu \| Hiszpania \| Astana-Premier Tech \| + 36" \| |                    |           |                       |            |
| |                    |           |                       |            |
| Źródło: ProCyclingStats |                    |           |                       |            |
| Klasyfikacja generalna |                    |           |                       |            |
| Kolarz | Kolarz             | Państwo   | Drużyna               | Czas       |
| 1. | Brent Van Moer     | Belgia    | Lotto-Soudal          | 4h 12' 49" |
| 2. | Sonny Colbrelli    | Włochy    | Bahrain Victorious    | + 30"      |
| 3. | Clément Venturini  | Francja   | AG2R Citroën Team     | + 32"      |
| 4. | Patrick Gamper     | Austria   | Bora-Hansgrohe        | + 33"      |
| 5. | Jasper Stuyven     | Belgia    | Trek-Segafredo        | + 36"      |
| 6. | Kaden Groves       | Australia | BikeExchange          | + 36"      |
| 7. | Nils Politt        | Niemcy    | Bora-Hansgrohe        | + 36"      |
| 8. | Michał Kwiatkowski | Polska    | Ineos Grenadiers      | + 36"      |
| 9. | Kasper Asgreen     | Dania     | Deceuninck-Quick Step | + 36"      |
| 10. | Alex Aranburu      | Hiszpania | Astana-Premier Tech   | + 36"      |

### Etap 2
| Brioude - Saugues | pagórkowaty | (173,28 km) |

| \| Klasyfikacja etapu \| Klasyfikacja etapu \| Klasyfikacja etapu \| Klasyfikacja etapu \| Klasyfikacja etapu \| \| Kolarz \| Kolarz \| Państwo \| Drużyna \| Czas \| \| ------------------ \| ------------------ \| ------------------ \| --------------------- \| ------------------ \| \| 1. \| Lukas Pöstlberger \| Austria \| Bora-Hansgrohe \| 4h 25' 20" \| \| 2. \| Sonny Colbrelli \| Włochy \| Bahrain Victorious \| + 11" \| \| 3. \| Alejandro Valverde \| Hiszpania \| Movistar Team \| + 11" \| \| 4. \| Kasper Asgreen \| Dania \| Deceuninck-Quick Step \| + 11" \| \| 5. \| Sven Erik Bystrøm \| Norwegia \| UAE Team Emirates \| + 11" \| \| 6. \| Patrick Konrad \| Austria \| Bora-Hansgrohe \| + 11" \| \| 7. \| Ilan Van Wilder \| Belgia \| Team DSM \| + 11" \| \| 8. \| Greg Van Avermaet \| Belgia \| AG2R Citroën Team \| + 11" \| \| 9. \| Alex Aranburu \| Hiszpania \| Astana-Premier Tech \| + 11" \| \| 10. \| David Gaudu \| Francja \| Groupama-FDJ \| + 11" \| |                    |           |                       |            |
| |                    |           |                       |            |
| Źródło: ProCyclingStats |                    |           |                       |            |
| Klasyfikacja etapu |                    |           |                       |            |
| Kolarz | Kolarz             | Państwo   | Drużyna               | Czas       |
| 1. | Lukas Pöstlberger  | Austria   | Bora-Hansgrohe        | 4h 25' 20" |
| 2. | Sonny Colbrelli    | Włochy    | Bahrain Victorious    | + 11"      |
| 3. | Alejandro Valverde | Hiszpania | Movistar Team         | + 11"      |
| 4. | Kasper Asgreen     | Dania     | Deceuninck-Quick Step | + 11"      |
| 5. | Sven Erik Bystrøm  | Norwegia  | UAE Team Emirates     | + 11"      |
| 6. | Patrick Konrad     | Austria   | Bora-Hansgrohe        | + 11"      |
| 7. | Ilan Van Wilder    | Belgia    | Team DSM              | + 11"      |
| 8. | Greg Van Avermaet  | Belgia    | AG2R Citroën Team     | + 11"      |
| 9. | Alex Aranburu      | Hiszpania | Astana-Premier Tech   | + 11"      |
| 10. | David Gaudu        | Francja   | Groupama-FDJ          | + 11"      |

| \| Klasyfikacja generalna \| Klasyfikacja generalna \| Klasyfikacja generalna \| Klasyfikacja generalna \| Klasyfikacja generalna \| \| Kolarz \| Kolarz \| Państwo \| Drużyna \| Czas \| \| ---------------------- \| ---------------------- \| ---------------------- \| ---------------------- \| ---------------------- \| \| 1. \| Lukas Pöstlberger \| Austria \| Bora-Hansgrohe \| 8h 38' 32" \| \| 2. \| Sonny Colbrelli \| Włochy \| Bahrain Victorious \| + 12" \| \| 3. \| Alejandro Valverde \| Hiszpania \| Movistar Team \| + 20" \| \| 4. \| Kasper Asgreen \| Dania \| Deceuninck-Quick Step \| + 24" \| \| 5. \| Alex Aranburu \| Hiszpania \| Astana-Premier Tech \| + 24" \| \| 6. \| Patrick Konrad \| Austria \| Bora-Hansgrohe \| + 24" \| \| 7. \| Michael Valgren \| Dania \| EF Education-Nippo \| + 24" \| \| 8. \| Guillaume Martin \| Francja \| Cofidis \| + 24" \| \| 9. \| Geraint Thomas \| Wielka Brytania \| Ineos Grenadiers \| + 24" \| \| 10. \| Ilan Van Wilder \| Belgia \| Team DSM \| + 24" \| |                    |                 |                       |            |
| |                    |                 |                       |            |
| Źródło: ProCyclingStats |                    |                 |                       |            |
| Klasyfikacja generalna |                    |                 |                       |            |
| Kolarz | Kolarz             | Państwo         | Drużyna               | Czas       |
| 1. | Lukas Pöstlberger  | Austria         | Bora-Hansgrohe        | 8h 38' 32" |
| 2. | Sonny Colbrelli    | Włochy          | Bahrain Victorious    | + 12"      |
| 3. | Alejandro Valverde | Hiszpania       | Movistar Team         | + 20"      |
| 4. | Kasper Asgreen     | Dania           | Deceuninck-Quick Step | + 24"      |
| 5. | Alex Aranburu      | Hiszpania       | Astana-Premier Tech   | + 24"      |
| 6. | Patrick Konrad     | Austria         | Bora-Hansgrohe        | + 24"      |
| 7. | Michael Valgren    | Dania           | EF Education-Nippo    | + 24"      |
| 8. | Guillaume Martin   | Francja         | Cofidis               | + 24"      |
| 9. | Geraint Thomas     | Wielka Brytania | Ineos Grenadiers      | + 24"      |
| 10. | Ilan Van Wilder    | Belgia          | Team DSM              | + 24"      |

### Etap 3
| Langeac - Saint-Haon-le-Vieux | pagórkowaty | (171,56 km) |

| \| Klasyfikacja etapu \| Klasyfikacja etapu \| Klasyfikacja etapu \| Klasyfikacja etapu \| Klasyfikacja etapu \| \| Kolarz \| Kolarz \| Państwo \| Drużyna \| Czas \| \| ------------------ \| ------------------ \| ------------------ \| --------------------- \| ------------------ \| \| 1. \| Sonny Colbrelli \| Włochy \| Bahrain Victorious \| 3h 56' 36" \| \| 2. \| Alex Aranburu \| Hiszpania \| Astana-Premier Tech \| + 0" \| \| 3. \| Brandon McNulty \| Stany Zjednoczone \| UAE Team Emirates \| + 0" \| \| 4. \| Jasper Stuyven \| Belgia \| Trek-Segafredo \| + 0" \| \| 5. \| Wilco Kelderman \| Holandia \| Bora-Hansgrohe \| + 0" \| \| 6. \| Clément Venturini \| Francja \| AG2R Citroën Team \| + 0" \| \| 7. \| Carlos Barbero \| Hiszpania \| Qhubeka Assos \| + 0" \| \| 8. \| Clément Russo \| Francja \| Arkéa-Samsic \| + 0" \| \| 9. \| Tim Wellens \| Belgia \| Lotto-Soudal \| + 0" \| \| 10. \| Kasper Asgreen \| Dania \| Deceuninck-Quick Step \| + 0" \| |                   |                   |                       |            |
| |                   |                   |                       |            |
| Źródło: ProCyclingStats |                   |                   |                       |            |
| Klasyfikacja etapu |                   |                   |                       |            |
| Kolarz | Kolarz            | Państwo           | Drużyna               | Czas       |
| 1. | Sonny Colbrelli   | Włochy            | Bahrain Victorious    | 3h 56' 36" |
| 2. | Alex Aranburu     | Hiszpania         | Astana-Premier Tech   | + 0"       |
| 3. | Brandon McNulty   | Stany Zjednoczone | UAE Team Emirates     | + 0"       |
| 4. | Jasper Stuyven    | Belgia            | Trek-Segafredo        | + 0"       |
| 5. | Wilco Kelderman   | Holandia          | Bora-Hansgrohe        | + 0"       |
| 6. | Clément Venturini | Francja           | AG2R Citroën Team     | + 0"       |
| 7. | Carlos Barbero    | Hiszpania         | Qhubeka Assos         | + 0"       |
| 8. | Clément Russo     | Francja           | Arkéa-Samsic          | + 0"       |
| 9. | Tim Wellens       | Belgia            | Lotto-Soudal          | + 0"       |
| 10. | Kasper Asgreen    | Dania             | Deceuninck-Quick Step | + 0"       |

| \| Klasyfikacja generalna \| Klasyfikacja generalna \| Klasyfikacja generalna \| Klasyfikacja generalna \| Klasyfikacja generalna \| \| Kolarz \| Kolarz \| Państwo \| Drużyna \| Czas \| \| ---------------------- \| ---------------------- \| ---------------------- \| ---------------------- \| ---------------------- \| \| 1. \| Lukas Pöstlberger \| Austria \| Bora-Hansgrohe \| 12h 35' 08" \| \| 2. \| Sonny Colbrelli \| Włochy \| Bahrain Victorious \| + 2" \| \| 3. \| Alex Aranburu \| Hiszpania \| Astana-Premier Tech \| + 18" \| \| 4. \| Alejandro Valverde \| Hiszpania \| Movistar Team \| + 20" \| \| 5. \| Kasper Asgreen \| Dania \| Deceuninck-Quick Step \| + 23" \| \| 6. \| Quentin Pacher \| Francja \| B&B Hotels p/b KTM \| + 24" \| \| 7. \| Patrick Konrad \| Austria \| Bora-Hansgrohe \| + 24" \| \| 8. \| Geraint Thomas \| Wielka Brytania \| Ineos Grenadiers \| + 24" \| \| 9. \| Ilan Van Wilder \| Belgia \| Team DSM \| + 24" \| \| 10. \| Steven Kruijswijk \| Holandia \| Jumbo-Visma \| + 24" \| |                    |                 |                       |             |
| |                    |                 |                       |             |
| Źródło: ProCyclingStats |                    |                 |                       |             |
| Klasyfikacja generalna |                    |                 |                       |             |
| Kolarz | Kolarz             | Państwo         | Drużyna               | Czas        |
| 1. | Lukas Pöstlberger  | Austria         | Bora-Hansgrohe        | 12h 35' 08" |
| 2. | Sonny Colbrelli    | Włochy          | Bahrain Victorious    | + 2"        |
| 3. | Alex Aranburu      | Hiszpania       | Astana-Premier Tech   | + 18"       |
| 4. | Alejandro Valverde | Hiszpania       | Movistar Team         | + 20"       |
| 5. | Kasper Asgreen     | Dania           | Deceuninck-Quick Step | + 23"       |
| 6. | Quentin Pacher     | Francja         | B&B Hotels p/b KTM    | + 24"       |
| 7. | Patrick Konrad     | Austria         | Bora-Hansgrohe        | + 24"       |
| 8. | Geraint Thomas     | Wielka Brytania | Ineos Grenadiers      | + 24"       |
| 9. | Ilan Van Wilder    | Belgia          | Team DSM              | + 24"       |
| 10. | Steven Kruijswijk  | Holandia        | Jumbo-Visma           | + 24"       |

### Etap 4
| Firminy - Roche-la-Molière | jazda indywidualna na czas | (16,53 km) |

| \| Klasyfikacja etapu \| Klasyfikacja etapu \| Klasyfikacja etapu \| Klasyfikacja etapu \| Klasyfikacja etapu \| \| Kolarz \| Kolarz \| Państwo \| Drużyna \| Czas \| \| ------------------ \| ------------------ \| ------------------ \| --------------------- \| ------------------ \| \| 1. \| Aleksiej Łucenko \| Kazachstan \| Astana-Premier Tech \| 21' 36" \| \| 2. \| Ion Izagirre \| Hiszpania \| Astana-Premier Tech \| + 8" \| \| 3. \| Kasper Asgreen \| Dania \| Deceuninck-Quick Step \| + 9" \| \| 4. \| Wilco Kelderman \| Holandia \| Bora-Hansgrohe \| + 12" \| \| 5. \| Ilan Van Wilder \| Belgia \| Team DSM \| + 13" \| \| 6. \| Richie Porte \| Australia \| Ineos Grenadiers \| + 15" \| \| 7. \| Jonas Vingegaard \| Dania \| Jumbo-Visma \| + 17" \| \| 8. \| Brandon McNulty \| Stany Zjednoczone \| UAE Team Emirates \| + 21" \| \| 9. \| Lukas Pöstlberger \| Austria \| Bora-Hansgrohe \| + 23" \| \| 10. \| Geraint Thomas \| Wielka Brytania \| Ineos Grenadiers \| + 23" \| |                   |                   |                       |         |
| |                   |                   |                       |         |
| Źródło: ProCyclingStats |                   |                   |                       |         |
| Klasyfikacja etapu |                   |                   |                       |         |
| Kolarz | Kolarz            | Państwo           | Drużyna               | Czas    |
| 1. | Aleksiej Łucenko  | Kazachstan        | Astana-Premier Tech   | 21' 36" |
| 2. | Ion Izagirre      | Hiszpania         | Astana-Premier Tech   | + 8"    |
| 3. | Kasper Asgreen    | Dania             | Deceuninck-Quick Step | + 9"    |
| 4. | Wilco Kelderman   | Holandia          | Bora-Hansgrohe        | + 12"   |
| 5. | Ilan Van Wilder   | Belgia            | Team DSM              | + 13"   |
| 6. | Richie Porte      | Australia         | Ineos Grenadiers      | + 15"   |
| 7. | Jonas Vingegaard  | Dania             | Jumbo-Visma           | + 17"   |
| 8. | Brandon McNulty   | Stany Zjednoczone | UAE Team Emirates     | + 21"   |
| 9. | Lukas Pöstlberger | Austria           | Bora-Hansgrohe        | + 23"   |
| 10. | Geraint Thomas    | Wielka Brytania   | Ineos Grenadiers      | + 23"   |

| \| Klasyfikacja generalna \| Klasyfikacja generalna \| Klasyfikacja generalna \| Klasyfikacja generalna \| Klasyfikacja generalna \| \| Kolarz \| Kolarz \| Państwo \| Drużyna \| Czas \| \| ---------------------- \| ---------------------- \| ---------------------- \| ---------------------- \| ---------------------- \| \| 1. \| Lukas Pöstlberger \| Austria \| Bora-Hansgrohe \| 12h 57' 07" \| \| 2. \| Aleksiej Łucenko \| Kazachstan \| Astana-Premier Tech \| + 1" \| \| 3. \| Kasper Asgreen \| Dania \| Deceuninck-Quick Step \| + 9" \| \| 4. \| Ion Izagirre \| Hiszpania \| Astana-Premier Tech \| + 9" \| \| 5. \| Wilco Kelderman \| Holandia \| Bora-Hansgrohe \| + 13" \| \| 6. \| Ilan Van Wilder \| Belgia \| Team DSM \| + 14" \| \| 7. \| Richie Porte \| Australia \| Ineos Grenadiers \| + 16" \| \| 8. \| Geraint Thomas \| Wielka Brytania \| Ineos Grenadiers \| + 24" \| \| 9. \| Patrick Konrad \| Austria \| Bora-Hansgrohe \| + 32" \| \| 10. \| Ben O’Connor \| Australia \| AG2R Citroën Team \| + 34" \| |                   |                 |                       |             |
| |                   |                 |                       |             |
| Źródło: ProCyclingStats |                   |                 |                       |             |
| Klasyfikacja generalna |                   |                 |                       |             |
| Kolarz | Kolarz            | Państwo         | Drużyna               | Czas        |
| 1. | Lukas Pöstlberger | Austria         | Bora-Hansgrohe        | 12h 57' 07" |
| 2. | Aleksiej Łucenko  | Kazachstan      | Astana-Premier Tech   | + 1"        |
| 3. | Kasper Asgreen    | Dania           | Deceuninck-Quick Step | + 9"        |
| 4. | Ion Izagirre      | Hiszpania       | Astana-Premier Tech   | + 9"        |
| 5. | Wilco Kelderman   | Holandia        | Bora-Hansgrohe        | + 13"       |
| 6. | Ilan Van Wilder   | Belgia          | Team DSM              | + 14"       |
| 7. | Richie Porte      | Australia       | Ineos Grenadiers      | + 16"       |
| 8. | Geraint Thomas    | Wielka Brytania | Ineos Grenadiers      | + 24"       |
| 9. | Patrick Konrad    | Austria         | Bora-Hansgrohe        | + 32"       |
| 10. | Ben O’Connor      | Australia       | AG2R Citroën Team     | + 34"       |

### Etap 5
| Saint-Chamond - Saint-Vallier | pagórkowaty | (171,04 km) |

| \| Klasyfikacja etapu \| Klasyfikacja etapu \| Klasyfikacja etapu \| Klasyfikacja etapu \| Klasyfikacja etapu \| \| Kolarz \| Kolarz \| Państwo \| Drużyna \| Czas \| \| ------------------ \| ------------------ \| ------------------ \| ---------------------- \| ------------------ \| \| 1. \| Geraint Thomas \| Wielka Brytania \| Ineos Grenadiers \| 4h 02' 15" \| \| 2. \| Sonny Colbrelli \| Włochy \| Bahrain Victorious \| + 0" \| \| 3. \| Alex Aranburu \| Hiszpania \| Astana-Premier Tech \| + 0" \| \| 4. \| Carlos Barbero \| Hiszpania \| Qhubeka Assos \| + 0" \| \| 5. \| Mads Würtz Schmidt \| Dania \| Israel Start-Up Nation \| + 0" \| \| 6. \| Michael Valgren \| Dania \| EF Education-Nippo \| + 0" \| \| 7. \| Patrick Konrad \| Austria \| Bora-Hansgrohe \| + 0" \| \| 8. \| Alejandro Valverde \| Hiszpania \| Movistar Team \| + 0" \| \| 9. \| Harry Sweeny \| Australia \| Lotto-Soudal \| + 0" \| \| 10. \| Franck Bonnamour \| Francja \| B&B Hotels p/b KTM \| + 0" \| |                    |                 |                        |            |
| |                    |                 |                        |            |
| Źródło: ProCyclingStats |                    |                 |                        |            |
| Klasyfikacja etapu |                    |                 |                        |            |
| Kolarz | Kolarz             | Państwo         | Drużyna                | Czas       |
| 1. | Geraint Thomas     | Wielka Brytania | Ineos Grenadiers       | 4h 02' 15" |
| 2. | Sonny Colbrelli    | Włochy          | Bahrain Victorious     | + 0"       |
| 3. | Alex Aranburu      | Hiszpania       | Astana-Premier Tech    | + 0"       |
| 4. | Carlos Barbero     | Hiszpania       | Qhubeka Assos          | + 0"       |
| 5. | Mads Würtz Schmidt | Dania           | Israel Start-Up Nation | + 0"       |
| 6. | Michael Valgren    | Dania           | EF Education-Nippo     | + 0"       |
| 7. | Patrick Konrad     | Austria         | Bora-Hansgrohe         | + 0"       |
| 8. | Alejandro Valverde | Hiszpania       | Movistar Team          | + 0"       |
| 9. | Harry Sweeny       | Australia       | Lotto-Soudal           | + 0"       |
| 10. | Franck Bonnamour   | Francja         | B&B Hotels p/b KTM     | + 0"       |

| \| Klasyfikacja generalna \| Klasyfikacja generalna \| Klasyfikacja generalna \| Klasyfikacja generalna \| Klasyfikacja generalna \| \| Kolarz \| Kolarz \| Państwo \| Drużyna \| Czas \| \| ---------------------- \| ---------------------- \| ---------------------- \| ---------------------- \| ---------------------- \| \| 1. \| Lukas Pöstlberger \| Austria \| Bora-Hansgrohe \| 16h 59' 22" \| \| 2. \| Aleksiej Łucenko \| Kazachstan \| Astana-Premier Tech \| + 1" \| \| 3. \| Kasper Asgreen \| Dania \| Deceuninck-Quick Step \| + 6" \| \| 4. \| Ion Izagirre \| Hiszpania \| Astana-Premier Tech \| + 9" \| \| 5. \| Wilco Kelderman \| Holandia \| Bora-Hansgrohe \| + 13" \| \| 6. \| Geraint Thomas \| Wielka Brytania \| Ineos Grenadiers \| + 14" \| \| 7. \| Ilan Van Wilder \| Belgia \| Team DSM \| + 14" \| \| 8. \| Richie Porte \| Australia \| Ineos Grenadiers \| + 16" \| \| 9. \| Patrick Konrad \| Austria \| Bora-Hansgrohe \| + 32" \| \| 10. \| Ben O’Connor \| Australia \| AG2R Citroën Team \| + 34" \| |                   |                 |                       |             |
| |                   |                 |                       |             |
| Źródło: ProCyclingStats |                   |                 |                       |             |
| Klasyfikacja generalna |                   |                 |                       |             |
| Kolarz | Kolarz            | Państwo         | Drużyna               | Czas        |
| 1. | Lukas Pöstlberger | Austria         | Bora-Hansgrohe        | 16h 59' 22" |
| 2. | Aleksiej Łucenko  | Kazachstan      | Astana-Premier Tech   | + 1"        |
| 3. | Kasper Asgreen    | Dania           | Deceuninck-Quick Step | + 6"        |
| 4. | Ion Izagirre      | Hiszpania       | Astana-Premier Tech   | + 9"        |
| 5. | Wilco Kelderman   | Holandia        | Bora-Hansgrohe        | + 13"       |
| 6. | Geraint Thomas    | Wielka Brytania | Ineos Grenadiers      | + 14"       |
| 7. | Ilan Van Wilder   | Belgia          | Team DSM              | + 14"       |
| 8. | Richie Porte      | Australia       | Ineos Grenadiers      | + 16"       |
| 9. | Patrick Konrad    | Austria         | Bora-Hansgrohe        | + 32"       |
| 10. | Ben O’Connor      | Australia       | AG2R Citroën Team     | + 34"       |

### Etap 6
| Loriol-sur-Drôme - Le Sappey-en-Chartreuse | górzysty | (167,26 km) |

| \| Klasyfikacja etapu \| Klasyfikacja etapu \| Klasyfikacja etapu \| Klasyfikacja etapu \| Klasyfikacja etapu \| \| Kolarz \| Kolarz \| Państwo \| Drużyna \| Czas \| \| ------------------ \| ------------------ \| ------------------ \| ---------------------- \| ------------------ \| \| 1. \| Alejandro Valverde \| Hiszpania \| Movistar Team \| 3h 52' 53" \| \| 2. \| Tao Geoghegan Hart \| Wielka Brytania \| Ineos Grenadiers \| + 0" \| \| 3. \| Patrick Konrad \| Austria \| Bora-Hansgrohe \| + 0" \| \| 4. \| Wilco Kelderman \| Holandia \| Bora-Hansgrohe \| + 0" \| \| 5. \| Enric Mas \| Hiszpania \| Movistar Team \| + 0" \| \| 6. \| Sepp Kuss \| Stany Zjednoczone \| Jumbo-Visma \| + 0" \| \| 7. \| Aleksiej Łucenko \| Kazachstan \| Astana-Premier Tech \| + 0" \| \| 8. \| Jack Haig \| Australia \| Bahrain Victorious \| + 0" \| \| 9. \| Ben Hermans \| Belgia \| Israel Start-Up Nation \| + 0" \| \| 10. \| Steven Kruijswijk \| Holandia \| Jumbo-Visma \| + 0" \| |                    |                   |                        |            |
| |                    |                   |                        |            |
| Źródło: ProCyclingStats |                    |                   |                        |            |
| Klasyfikacja etapu |                    |                   |                        |            |
| Kolarz | Kolarz             | Państwo           | Drużyna                | Czas       |
| 1. | Alejandro Valverde | Hiszpania         | Movistar Team          | 3h 52' 53" |
| 2. | Tao Geoghegan Hart | Wielka Brytania   | Ineos Grenadiers       | + 0"       |
| 3. | Patrick Konrad     | Austria           | Bora-Hansgrohe         | + 0"       |
| 4. | Wilco Kelderman    | Holandia          | Bora-Hansgrohe         | + 0"       |
| 5. | Enric Mas          | Hiszpania         | Movistar Team          | + 0"       |
| 6. | Sepp Kuss          | Stany Zjednoczone | Jumbo-Visma            | + 0"       |
| 7. | Aleksiej Łucenko   | Kazachstan        | Astana-Premier Tech    | + 0"       |
| 8. | Jack Haig          | Australia         | Bahrain Victorious     | + 0"       |
| 9. | Ben Hermans        | Belgia            | Israel Start-Up Nation | + 0"       |
| 10. | Steven Kruijswijk  | Holandia          | Jumbo-Visma            | + 0"       |

| \| Klasyfikacja generalna \| Klasyfikacja generalna \| Klasyfikacja generalna \| Klasyfikacja generalna \| Klasyfikacja generalna \| \| Kolarz \| Kolarz \| Państwo \| Drużyna \| Czas \| \| ---------------------- \| ---------------------- \| ---------------------- \| ---------------------- \| ---------------------- \| \| 1. \| Aleksiej Łucenko \| Kazachstan \| Astana-Premier Tech \| 20h 52' 16" \| \| 2. \| Ion Izagirre \| Hiszpania \| Astana-Premier Tech \| + 8" \| \| 3. \| Wilco Kelderman \| Holandia \| Bora-Hansgrohe \| + 12" \| \| 4. \| Geraint Thomas \| Wielka Brytania \| Ineos Grenadiers \| + 13" \| \| 5. \| Ilan Van Wilder \| Belgia \| Team DSM \| + 13" \| \| 6. \| Richie Porte \| Australia \| Ineos Grenadiers \| + 15" \| \| 7. \| Patrick Konrad \| Austria \| Bora-Hansgrohe \| + 27" \| \| 8. \| Jack Haig \| Australia \| Bahrain Victorious \| + 34" \| \| 9. \| Steven Kruijswijk \| Holandia \| Jumbo-Visma \| + 39" \| \| 10. \| Miguel Ángel López \| Kolumbia \| Movistar Team \| + 42" \| |                    |                 |                     |             |
| |                    |                 |                     |             |
| Źródło: ProCyclingStats |                    |                 |                     |             |
| Klasyfikacja generalna |                    |                 |                     |             |
| Kolarz | Kolarz             | Państwo         | Drużyna             | Czas        |
| 1. | Aleksiej Łucenko   | Kazachstan      | Astana-Premier Tech | 20h 52' 16" |
| 2. | Ion Izagirre       | Hiszpania       | Astana-Premier Tech | + 8"        |
| 3. | Wilco Kelderman    | Holandia        | Bora-Hansgrohe      | + 12"       |
| 4. | Geraint Thomas     | Wielka Brytania | Ineos Grenadiers    | + 13"       |
| 5. | Ilan Van Wilder    | Belgia          | Team DSM            | + 13"       |
| 6. | Richie Porte       | Australia       | Ineos Grenadiers    | + 15"       |
| 7. | Patrick Konrad     | Austria         | Bora-Hansgrohe      | + 27"       |
| 8. | Jack Haig          | Australia       | Bahrain Victorious  | + 34"       |
| 9. | Steven Kruijswijk  | Holandia        | Jumbo-Visma         | + 39"       |
| 10. | Miguel Ángel López | Kolumbia        | Movistar Team       | + 42"       |

### Etap 7
| Saint-Martin-le-Vinoux - La Plagne | górski | (171,53 km) |

| \| Klasyfikacja etapu \| Klasyfikacja etapu \| Klasyfikacja etapu \| Klasyfikacja etapu \| Klasyfikacja etapu \| \| Kolarz \| Kolarz \| Państwo \| Drużyna \| Czas \| \| ------------------ \| ------------------ \| ------------------ \| ------------------- \| ------------------ \| \| 1. \| Mark Padun \| Ukraina \| Bahrain Victorious \| 4h 35' 07" \| \| 2. \| Richie Porte \| Australia \| Ineos Grenadiers \| + 34" \| \| 3. \| Miguel Ángel López \| Kolumbia \| Movistar Team \| + 43" \| \| 4. \| Jack Haig \| Australia \| Bahrain Victorious \| + 43" \| \| 5. \| Ben O’Connor \| Australia \| AG2R Citroën Team \| + 47" \| \| 6. \| Sepp Kuss \| Stany Zjednoczone \| Jumbo-Visma \| + 52" \| \| 7. \| David Gaudu \| Francja \| Groupama-FDJ \| + 56" \| \| 8. \| Enric Mas \| Hiszpania \| Movistar Team \| + 56" \| \| 9. \| Geraint Thomas \| Wielka Brytania \| Ineos Grenadiers \| + 59" \| \| 10. \| Aleksiej Łucenko \| Kazachstan \| Astana-Premier Tech \| + 1' 00" \| |                    |                   |                     |            |
| |                    |                   |                     |            |
| Źródło: ProCyclingStats |                    |                   |                     |            |
| Klasyfikacja etapu |                    |                   |                     |            |
| Kolarz | Kolarz             | Państwo           | Drużyna             | Czas       |
| 1. | Mark Padun         | Ukraina           | Bahrain Victorious  | 4h 35' 07" |
| 2. | Richie Porte       | Australia         | Ineos Grenadiers    | + 34"      |
| 3. | Miguel Ángel López | Kolumbia          | Movistar Team       | + 43"      |
| 4. | Jack Haig          | Australia         | Bahrain Victorious  | + 43"      |
| 5. | Ben O’Connor       | Australia         | AG2R Citroën Team   | + 47"      |
| 6. | Sepp Kuss          | Stany Zjednoczone | Jumbo-Visma         | + 52"      |
| 7. | David Gaudu        | Francja           | Groupama-FDJ        | + 56"      |
| 8. | Enric Mas          | Hiszpania         | Movistar Team       | + 56"      |
| 9. | Geraint Thomas     | Wielka Brytania   | Ineos Grenadiers    | + 59"      |
| 10. | Aleksiej Łucenko   | Kazachstan        | Astana-Premier Tech | + 1' 00"   |

| \| Klasyfikacja generalna \| Klasyfikacja generalna \| Klasyfikacja generalna \| Klasyfikacja generalna \| Klasyfikacja generalna \| \| Kolarz \| Kolarz \| Państwo \| Drużyna \| Czas \| \| ---------------------- \| ---------------------- \| ---------------------- \| ---------------------- \| ---------------------- \| \| 1. \| Richie Porte \| Australia \| Ineos Grenadiers \| 25h 28' 06" \| \| 2. \| Aleksiej Łucenko \| Kazachstan \| Astana-Premier Tech \| + 17" \| \| 3. \| Geraint Thomas \| Wielka Brytania \| Ineos Grenadiers \| + 29" \| \| 4. \| Wilco Kelderman \| Holandia \| Bora-Hansgrohe \| + 33" \| \| 5. \| Jack Haig \| Australia \| Bahrain Victorious \| + 34" \| \| 6. \| Miguel Ángel López \| Kolumbia \| Movistar Team \| + 38" \| \| 7. \| Ion Izagirre \| Hiszpania \| Astana-Premier Tech \| + 38" \| \| 8. \| Ben O’Connor \| Australia \| AG2R Citroën Team \| + 1' 00" \| \| 9. \| David Gaudu \| Francja \| Groupama-FDJ \| + 1' 12" \| \| 10. \| Aurélien Paret-Peintre \| Francja \| AG2R Citroën Team \| + 1' 17" \| |                        |                 |                     |             |
| |                        |                 |                     |             |
| Źródło: ProCyclingStats |                        |                 |                     |             |
| Klasyfikacja generalna |                        |                 |                     |             |
| Kolarz | Kolarz                 | Państwo         | Drużyna             | Czas        |
| 1. | Richie Porte           | Australia       | Ineos Grenadiers    | 25h 28' 06" |
| 2. | Aleksiej Łucenko       | Kazachstan      | Astana-Premier Tech | + 17"       |
| 3. | Geraint Thomas         | Wielka Brytania | Ineos Grenadiers    | + 29"       |
| 4. | Wilco Kelderman        | Holandia        | Bora-Hansgrohe      | + 33"       |
| 5. | Jack Haig              | Australia       | Bahrain Victorious  | + 34"       |
| 6. | Miguel Ángel López     | Kolumbia        | Movistar Team       | + 38"       |
| 7. | Ion Izagirre           | Hiszpania       | Astana-Premier Tech | + 38"       |
| 8. | Ben O’Connor           | Australia       | AG2R Citroën Team   | + 1' 00"    |
| 9. | David Gaudu            | Francja         | Groupama-FDJ        | + 1' 12"    |
| 10. | Aurélien Paret-Peintre | Francja         | AG2R Citroën Team   | + 1' 17"    |

### Etap 8
| La Léchère - Les Gets | górski | (147 km) |

| \| Klasyfikacja etapu \| Klasyfikacja etapu \| Klasyfikacja etapu \| Klasyfikacja etapu \| Klasyfikacja etapu \| \| Kolarz \| Kolarz \| Państwo \| Drużyna \| Czas \| \| ------------------ \| ------------------ \| ------------------ \| ------------------- \| ------------------ \| \| 1. \| Mark Padun \| Ukraina \| Bahrain Victorious \| 4h 06' 49" \| \| 2. \| Jonas Vingegaard \| Dania \| Jumbo-Visma \| + 1' 36" \| \| 3. \| Patrick Konrad \| Austria \| Bora-Hansgrohe \| + 1' 36" \| \| 4. \| Ben O’Connor \| Australia \| AG2R Citroën Team \| + 1' 57" \| \| 5. \| David Gaudu \| Francja \| Groupama-FDJ \| + 2' 10" \| \| 6. \| Geraint Thomas \| Wielka Brytania \| Ineos Grenadiers \| + 2' 10" \| \| 7. \| Aleksiej Łucenko \| Kazachstan \| Astana-Premier Tech \| + 2' 10" \| \| 8. \| Richie Porte \| Australia \| Ineos Grenadiers \| + 2' 10" \| \| 9. \| Jack Haig \| Australia \| Bahrain Victorious \| + 2' 10" \| \| 10. \| Guillaume Martin \| Francja \| Cofidis \| + 2' 10" \| |                  |                 |                     |            |
| |                  |                 |                     |            |
| Źródło: ProCyclingStats |                  |                 |                     |            |
| Klasyfikacja etapu |                  |                 |                     |            |
| Kolarz | Kolarz           | Państwo         | Drużyna             | Czas       |
| 1. | Mark Padun       | Ukraina         | Bahrain Victorious  | 4h 06' 49" |
| 2. | Jonas Vingegaard | Dania           | Jumbo-Visma         | + 1' 36"   |
| 3. | Patrick Konrad   | Austria         | Bora-Hansgrohe      | + 1' 36"   |
| 4. | Ben O’Connor     | Australia       | AG2R Citroën Team   | + 1' 57"   |
| 5. | David Gaudu      | Francja         | Groupama-FDJ        | + 2' 10"   |
| 6. | Geraint Thomas   | Wielka Brytania | Ineos Grenadiers    | + 2' 10"   |
| 7. | Aleksiej Łucenko | Kazachstan      | Astana-Premier Tech | + 2' 10"   |
| 8. | Richie Porte     | Australia       | Ineos Grenadiers    | + 2' 10"   |
| 9. | Jack Haig        | Australia       | Bahrain Victorious  | + 2' 10"   |
| 10. | Guillaume Martin | Francja         | Cofidis             | + 2' 10"   |

## Klasyfikacje

### Klasyfikacja generalna
| \| Klasyfikacja generalna \| Klasyfikacja generalna \| Klasyfikacja generalna \| Klasyfikacja generalna \| Klasyfikacja generalna \| \| Kolarz \| Kolarz \| Państwo \| Drużyna \| Czas \| \| ---------------------- \| ---------------------- \| ---------------------- \| ---------------------- \| ---------------------- \| \| 1. \| Richie Porte \| Australia \| Ineos Grenadiers \| 29h 37' 05" \| \| 2. \| Aleksiej Łucenko \| Kazachstan \| Astana-Premier Tech \| + 17" \| \| 3. \| Geraint Thomas \| Wielka Brytania \| Ineos Grenadiers \| + 29" \| \| 4. \| Wilco Kelderman \| Holandia \| Bora-Hansgrohe \| + 33" \| \| 5. \| Jack Haig \| Australia \| Bahrain Victorious \| + 34" \| \| 6. \| Miguel Ángel López \| Kolumbia \| Movistar Team \| + 38" \| \| 7. \| Ion Izagirre \| Hiszpania \| Astana-Premier Tech \| + 38" \| \| 8. \| Ben O’Connor \| Australia \| AG2R Citroën Team \| + 47" \| \| 9. \| David Gaudu \| Francja \| Groupama-FDJ \| + 1' 12" \| \| 10. \| Tao Geoghegan Hart \| Wielka Brytania \| Ineos Grenadiers \| + 1' 57" \| |                    |                 |                     |             |
| |                    |                 |                     |             |
| Źródło: ProCyclingStats |                    |                 |                     |             |
| Klasyfikacja generalna |                    |                 |                     |             |
| Kolarz | Kolarz             | Państwo         | Drużyna             | Czas        |
| 1. | Richie Porte       | Australia       | Ineos Grenadiers    | 29h 37' 05" |
| 2. | Aleksiej Łucenko   | Kazachstan      | Astana-Premier Tech | + 17"       |
| 3. | Geraint Thomas     | Wielka Brytania | Ineos Grenadiers    | + 29"       |
| 4. | Wilco Kelderman    | Holandia        | Bora-Hansgrohe      | + 33"       |
| 5. | Jack Haig          | Australia       | Bahrain Victorious  | + 34"       |
| 6. | Miguel Ángel López | Kolumbia        | Movistar Team       | + 38"       |
| 7. | Ion Izagirre       | Hiszpania       | Astana-Premier Tech | + 38"       |
| 8. | Ben O’Connor       | Australia       | AG2R Citroën Team   | + 47"       |
| 9. | David Gaudu        | Francja         | Groupama-FDJ        | + 1' 12"    |
| 10. | Tao Geoghegan Hart | Wielka Brytania | Ineos Grenadiers    | + 1' 57"    |

| Klasyfikacja punktowa | Klasyfikacja punktowa | Klasyfikacja punktowa | Klasyfikacja punktowa | Klasyfikacja punktowa |
| Kolarz                | Kolarz                | Państwo               | Drużyna               | Punkty                |
| --------------------- | --------------------- | --------------------- | --------------------- | --------------------- |
| 1.                    | Sonny Colbrelli       | Włochy                | Bahrain Victorious    | 91 pkt                |
| 2.                    | Kasper Asgreen        | Dania                 | Deceuninck-Quick Step | 58 pkt                |
| 3.                    | Alex Aranburu         | Hiszpania             | Astana-Premier Tech   | 58 pkt                |
| 4.                    | Patrick Konrad        | Austria               | Bora-Hansgrohe        | 56 pkt                |
| 5.                    | Alejandro Valverde    | Hiszpania             | Movistar Team         | 51 pkt                |
| 6.                    | Lukas Pöstlberger     | Austria               | Bora-Hansgrohe        | 37 pkt                |
| 7.                    | Jasper Stuyven        | Belgia                | Trek-Segafredo        | 36 pkt                |
| 8.                    | Mark Padun            | Ukraina               | Bahrain Victorious    | 34 pkt                |
| 9.                    | Geraint Thomas        | Wielka Brytania       | Ineos Grenadiers      | 33 pkt                |
| 10.                   | Wilco Kelderman       | Holandia              | Bora-Hansgrohe        | 32 pkt                |

| Klasyfikacja punktowa | Klasyfikacja punktowa | Klasyfikacja punktowa | Klasyfikacja punktowa | Klasyfikacja punktowa |
| Kolarz                | Kolarz                | Państwo               | Drużyna               | Punkty                |
| --------------------- | --------------------- | --------------------- | --------------------- | --------------------- |
| 1.                    | Sonny Colbrelli       | Włochy                | Bahrain Victorious    | 91 pkt                |
| 2.                    | Kasper Asgreen        | Dania                 | Deceuninck-Quick Step | 58 pkt                |
| 3.                    | Alex Aranburu         | Hiszpania             | Astana-Premier Tech   | 58 pkt                |
| 4.                    | Patrick Konrad        | Austria               | Bora-Hansgrohe        | 56 pkt                |
| 5.                    | Alejandro Valverde    | Hiszpania             | Movistar Team         | 51 pkt                |
| 6.                    | Lukas Pöstlberger     | Austria               | Bora-Hansgrohe        | 37 pkt                |
| 7.                    | Jasper Stuyven        | Belgia                | Trek-Segafredo        | 36 pkt                |
| 8.                    | Mark Padun            | Ukraina               | Bahrain Victorious    | 34 pkt                |
| 9.                    | Geraint Thomas        | Wielka Brytania       | Ineos Grenadiers      | 33 pkt                |
| 10.                   | Wilco Kelderman       | Holandia              | Bora-Hansgrohe        | 32 pkt                |

| Klasyfikacja górska | Klasyfikacja górska | Klasyfikacja górska | Klasyfikacja górska | Klasyfikacja górska |
| Kolarz              | Kolarz              | Państwo             | Drużyna             | Punkty              |
| ------------------- | ------------------- | ------------------- | ------------------- | ------------------- |
| 1.                  | Mark Padun          | Ukraina             | Bahrain Victorious  | 50 pkt              |
| 2.                  | Lawson Craddock     | Stany Zjednoczone   | EF Education-Nippo  | 33 pkt              |
| 3.                  | Michael Valgren     | Dania               | EF Education-Nippo  | 26 pkt              |
| 4.                  | Matthew Holmes      | Wielka Brytania     | Lotto-Soudal        | 21 pkt              |
| 5.                  | Jack Haig           | Australia           | Bahrain Victorious  | 16 pkt              |
| 6.                  | Richie Porte        | Australia           | Ineos Grenadiers    | 15 pkt              |
| 7.                  | Nils Politt         | Niemcy              | Bora-Hansgrohe      | 13 pkt              |
| 8.                  | Lukas Pöstlberger   | Austria             | Bora-Hansgrohe      | 12 pkt              |
| 9.                  | Kenny Elissonde     | Francja             | Trek-Segafredo      | 12 pkt              |
| 10.                 | Martijn Tusveld     | Holandia            | Team DSM            | 12 pkt              |

| Klasyfikacja górska | Klasyfikacja górska | Klasyfikacja górska | Klasyfikacja górska | Klasyfikacja górska |
| Kolarz              | Kolarz              | Państwo             | Drużyna             | Punkty              |
| ------------------- | ------------------- | ------------------- | ------------------- | ------------------- |
| 1.                  | Mark Padun          | Ukraina             | Bahrain Victorious  | 50 pkt              |
| 2.                  | Lawson Craddock     | Stany Zjednoczone   | EF Education-Nippo  | 33 pkt              |
| 3.                  | Michael Valgren     | Dania               | EF Education-Nippo  | 26 pkt              |
| 4.                  | Matthew Holmes      | Wielka Brytania     | Lotto-Soudal        | 21 pkt              |
| 5.                  | Jack Haig           | Australia           | Bahrain Victorious  | 16 pkt              |
| 6.                  | Richie Porte        | Australia           | Ineos Grenadiers    | 15 pkt              |
| 7.                  | Nils Politt         | Niemcy              | Bora-Hansgrohe      | 13 pkt              |
| 8.                  | Lukas Pöstlberger   | Austria             | Bora-Hansgrohe      | 12 pkt              |
| 9.                  | Kenny Elissonde     | Francja             | Trek-Segafredo      | 12 pkt              |
| 10.                 | Martijn Tusveld     | Holandia            | Team DSM            | 12 pkt              |

| Klasyfikacja młodzieżowa | Klasyfikacja młodzieżowa | Klasyfikacja młodzieżowa | Klasyfikacja młodzieżowa | Klasyfikacja młodzieżowa |
| Kolarz                   | Kolarz                   | Państwo                  | Drużyna                  | Czas                     |
| ------------------------ | ------------------------ | ------------------------ | ------------------------ | ------------------------ |
| 1.                       | David Gaudu              | Francja                  | Groupama-FDJ             | 29h 38' 17"              |
| 2.                       | Aurélien Paret-Peintre   | Francja                  | AG2R Citroën Team        | + 1' 59"                 |
| 3.                       | Mattias Skjelmose        | Dania                    | Trek-Segafredo           | + 5' 44"                 |
| 4.                       | Felix Gall               | Austria                  | Team DSM                 | + 7' 43"                 |
| 5.                       | Jaakko Hänninen          | Finlandia                | AG2R Citroën Team        | + 25' 15"                |
| 6.                       | Carlos Rodríguez         | Hiszpania                | Ineos Grenadiers         | + 26' 04"                |
| 7.                       | Valentin Madouas         | Francja                  | Groupama-FDJ             | + 26' 49"                |
| 8.                       | Mark Padun               | Ukraina                  | Bahrain Victorious       | + 27' 29"                |
| 9.                       | Sylvain Moniquet         | Belgia                   | Lotto-Soudal             | + 28' 07"                |
| 10.                      | Brandon McNulty          | Stany Zjednoczone        | UAE Team Emirates        | + 32' 23"                |

| Klasyfikacja młodzieżowa | Klasyfikacja młodzieżowa | Klasyfikacja młodzieżowa | Klasyfikacja młodzieżowa | Klasyfikacja młodzieżowa |
| Kolarz                   | Kolarz                   | Państwo                  | Drużyna                  | Czas                     |
| ------------------------ | ------------------------ | ------------------------ | ------------------------ | ------------------------ |
| 1.                       | David Gaudu              | Francja                  | Groupama-FDJ             | 29h 38' 17"              |
| 2.                       | Aurélien Paret-Peintre   | Francja                  | AG2R Citroën Team        | + 1' 59"                 |
| 3.                       | Mattias Skjelmose        | Dania                    | Trek-Segafredo           | + 5' 44"                 |
| 4.                       | Felix Gall               | Austria                  | Team DSM                 | + 7' 43"                 |
| 5.                       | Jaakko Hänninen          | Finlandia                | AG2R Citroën Team        | + 25' 15"                |
| 6.                       | Carlos Rodríguez         | Hiszpania                | Ineos Grenadiers         | + 26' 04"                |
| 7.                       | Valentin Madouas         | Francja                  | Groupama-FDJ             | + 26' 49"                |
| 8.                       | Mark Padun               | Ukraina                  | Bahrain Victorious       | + 27' 29"                |
| 9.                       | Sylvain Moniquet         | Belgia                   | Lotto-Soudal             | + 28' 07"                |
| 10.                      | Brandon McNulty          | Stany Zjednoczone        | UAE Team Emirates        | + 32' 23"                |

| Klasyfikacja drużynowa | Klasyfikacja drużynowa | Klasyfikacja drużynowa | Klasyfikacja drużynowa |
| Drużyna                | Drużyna                | Państwo                | Czas                   |
| ---------------------- | ---------------------- | ---------------------- | ---------------------- |
| 1.                     | Ineos Grenadiers       | Wielka Brytania        | 88h 53' 28"            |
| 2.                     | Movistar Team          | Hiszpania              | + 4' 09"               |
| 3.                     | Bahrain Victorious     | Bahrajn                | + 14' 04"              |
| 4.                     | AG2R Citroën Team      | Francja                | + 21' 32"              |
| 5.                     | Jumbo-Visma            | Holandia               | + 27' 20"              |
| 6.                     | Astana-Premier Tech    | Kazachstan             | + 29' 30"              |
| 7.                     | Bora-Hansgrohe         | Niemcy                 | + 43' 13"              |
| 8.                     | Groupama-FDJ           | Francja                | + 46' 18"              |
| 9.                     | Team DSM               | Niemcy                 | + 51' 39"              |
| 10.                    | Trek-Segafredo         | Stany Zjednoczone      | + 53' 46"              |

| Klasyfikacja drużynowa | Klasyfikacja drużynowa | Klasyfikacja drużynowa | Klasyfikacja drużynowa |
| Drużyna                | Drużyna                | Państwo                | Czas                   |
| ---------------------- | ---------------------- | ---------------------- | ---------------------- |
| 1.                     | Ineos Grenadiers       | Wielka Brytania        | 88h 53' 28"            |
| 2.                     | Movistar Team          | Hiszpania              | + 4' 09"               |
| 3.                     | Bahrain Victorious     | Bahrajn                | + 14' 04"              |
| 4.                     | AG2R Citroën Team      | Francja                | + 21' 32"              |
| 5.                     | Jumbo-Visma            | Holandia               | + 27' 20"              |
| 6.                     | Astana-Premier Tech    | Kazachstan             | + 29' 30"              |
| 7.                     | Bora-Hansgrohe         | Niemcy                 | + 43' 13"              |
| 8.                     | Groupama-FDJ           | Francja                | + 46' 18"              |
| 9.                     | Team DSM               | Niemcy                 | + 51' 39"              |
| 10.                    | Trek-Segafredo         | Stany Zjednoczone      | + 53' 46"              |

### Liderzy klasyfikacji
| Etap   |                            | Pierwsze miejsce _ | Klasyfikacja generalna | Punktowa        | Górska          | Młodzieżowa     | Drużynowa        |
| ------ | -------------------------- | ------------------ | ---------------------- | --------------- | --------------- | --------------- | ---------------- |
| 1      | pagórkowaty                | Brent Van Moer     | Brent Van Moer         | Brent Van Moer  | Brent Van Moer  | Brent Van Moer  | Lotto Soudal     |
| 2      | pagórkowaty                | Lukas Pöstlberger  | Lukas Pöstlberger      | Sonny Colbrelli | Matthew Holmes  | Ilan Van Wilder | Bora-Hansgrohe   |
| 3      | pagórkowaty                | Sonny Colbrelli    | Lukas Pöstlberger      | Sonny Colbrelli | Matthew Holmes  | Ilan Van Wilder | Bora-Hansgrohe   |
| 4      | jazda indywidualna na czas | Aleksiej Łucenko   | Lukas Pöstlberger      | Sonny Colbrelli | Matthew Holmes  | Ilan Van Wilder | Bora-Hansgrohe   |
| 5      | pagórkowaty                | Geraint Thomas     | Lukas Pöstlberger      | Sonny Colbrelli | Matthew Holmes  | Ilan Van Wilder | Bora-Hansgrohe   |
| 6      | górzysty                   | Alejandro Valverde | Aleksiej Łucenko       | Sonny Colbrelli | Matthew Holmes  | Ilan Van Wilder | Ineos Grenadiers |
| 7      | górski                     | Mark Padun         | Richie Porte           | Sonny Colbrelli | Lawson Craddock | David Gaudu     | Ineos Grenadiers |
| 8      | górski                     | Mark Padun         | Richie Porte           | Sonny Colbrelli | Mark Padun      | David Gaudu     | Ineos Grenadiers |
| Koniec | Koniec                     |                    | Richie Porte           | Sonny Colbrelli | Mark Padun      | David Gaudu     | Ineos Grenadiers |